# هوبن شيركلوف
هوبن شيركلوف، (بلغاري:Хубен Черкелов يلقب Houben R.T. ولد في 1-23-1970)
هو رسام بلغاري يسكن ويعمل في مدينة نيويورك، بداية عملة في الصور والأفلام كانت عن الشيعويه القديمة في بلغاريا والطابع المتكرر القديم، اخر اعمالة كانت عن صور للعملات الأمريكية والعالمية باستخدام
التقنية في الطلاء السميك والصِقَال والألوان المائية، في جميع اعمالة الفنية يبحث عن اقتراح طرق لتبسيط صورة الامة،
.

## حياته وعمله
هوبن شيركلوف ولد في 23 , يناير،1970 في مدينة كارجالي، مدينة في الجنوب الشرقي من بلغاريا، درس الرسم في الكلية الوطنية في مدينة صوفيا عاصمة بلغاريا، وكان مرتبطا مع الحركة حول معرض اكس اكس ال.
شيركلوف، في بداية اعمالة في صوفيا كانت تحليل الفضاء والحياة في بنية المجتمع للأنتقال بالمجتمع من الشيعوية إلى التواكب مع سرعة العولمة. في عمل التجمد، في عام 1994، في معرض الحيوانات المتجمدة في المتحف الوطني للحياة الطبيعية لصوفيا المعرض يعرض كيف المتحف البلغاري متزامن مع الأحداث الحالية، اشتهر شيركلوف في هذه المرحلة في أعمال الفديو تسمى بـ البدلة المناسبة في الفديو. الفنان يمشي في البستان لابسا بدلة كبيرة جدا. لتحليلة للمجتمع البلغاري فقد وصلت ذروتها في اضهار الواقع في عام 1998 , الفديو الذي له العديد من مراجع الفن التاريخية، يهجو الاثرياء المنحطين الذي يعملون الاغاني العالمية في صوفيا.
في عام 1995 , درس هوبن فن الطلاء السميك مع الفنان يورق امندورف في امستردام، عندما وصل هوبن لنيويورك عام 2000 بداء العمل في تقنية الطلاء السميك فقط. مهتم في استخدام الصور الكلاسيكية للعملات النقدية والعملات الورقية الأمريكة.وقد بحثت استخدام هذه الصور التي لعبت في إضفاء الشرعية على السلطة من خلال لوحاته في مقدمة لهوبن في سلسلة من لوحات الطلاء السميك استنادا لهذة الصور.الينور هارتني كتب عن أعمال هوبن انها «تبحث عن رموز العملة الأمريكية ومفاتيح لفهم رغبات والأحلام الوطنية». مهتما في كلا من العملات القديمة والجديدة.يبحث عن المعاني والتنقضات. والكشف عن القوة الكامنة وراه صورة تلك العملات. وسيتم عرض هذة الأعمال في المعرض الوطني لبغاريا.